# داکرایفیلیا

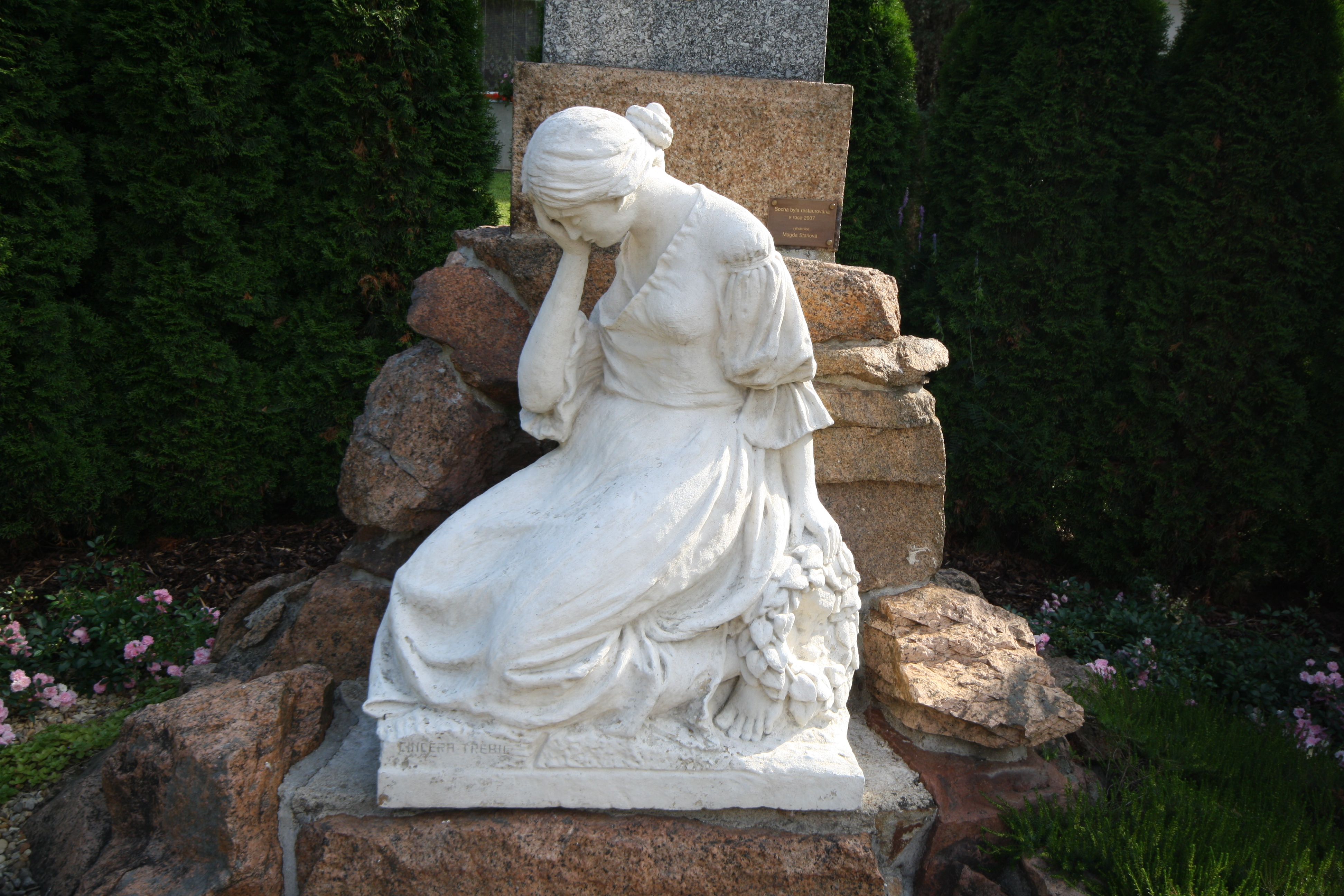
مجسمه زن گریان در بنای یادبود قربانیان جنگ جهانی در اوتسمانیتسه، جمهوری چک

داکرایفیلیا (انگلیسی: Dacryphilia)، اشک‌دوستی یا گریه‌دوستی، (همچنین به عنوان داکرایلاگنیا (انگلیسی: dacrylagnia) شناخته می‌شود) یک انحراف جنسی است که در آن فرد با اشک یا گریستن به برانگیختگی جنسی می‌رسد.
این واژه از واژه‌های یونانی داکرای (dacry-) به معنای اشک و فیلیا (philia) به معنای عشق گرفته شده‌است.
تحقیقات زیادی در مورد داکریفیلیا انجام نشده‌است، و مطالعات کمی که به صورت آنلاین وجود دارد، اغلب با حجم گروه نمونه کوچک انجام شده‌است. یک مطالعه به صورت مصاحبه در سال ۲۰۱۴ با شش نفر مبتلا به داکریفیلی انجام شد که سه نفر از آنها نیز درگیر بی‌دی‌اس‌ام بودند. انحراف جنسی ممکن است توسط کسانی نیز تجربه شود که خود را مسلط (dominant) یا مطیع (submissive) نمی‌دانند و به دنبال انگیزه دلسوزی هستند. آنها ممکن است زمانی که شریکشان در طول فیلم یا از آسیب‌پذیری عاطفی عادی یا از احساسات شدید عشقی ناشی از آمیزش، گریه می‌کند، برانگیخته شوند.